# Penningteori
Penningteori eller monetär ekonomi är det område inom ekonomisk teori som berör studiet av pengar, deras värde, uppkomst och effekt på samarbetet mellan människor.

## Pengar
Pengar är ett allmänt accepterat betalningsmedel. I dagligt tal kan dock pengar definieras som värdebevarare eller värdemätare, vilket dock inte är essensen hos pengar, även om det tidigare kan leda till att en vara blir pengar och att pengar oftast blir en värdemätare och att dessa funktioner är väldigt viktiga för en konkurrenskraftig penning-vara.
Pengar uppstod i bytesekonomier (som kännetecknas just av att de saknar ett gemensamt betalningsmedel), ur just de problem som fanns i dessa ekonomier. I en bytesekonomi måste en person, för att få sålt en vara, hitta en köpare som är beredd att betala med något som säljaren vill ha. Detta problem, att köparen och säljaren var tvungna att ha motsatta preferenser för att kunna handla ("double coincidence of wants"), kunde lösas av någon av parterna genom att först byta till sig en vara som den andra kan tros vilja ha. När en person väljer att sälja sina varor, inte för att personen vill ha det som köps för sin egen skull, utan för att kunna byta till sig andra varor med vad personen bytt sig till, då är penningekonomin på väg att födas. 
För att illustrera detta exempel, föreställ er en fiskare som vill handla ett par skor i en bytesekonomi. När fiskaren beslutar sig för att försöka sälja sin fisk till en skomakare för ett par skor, upptäcker fiskaren att det inte finns någon skomakare som är villig att byta med fiskaren; det finns ingen som vill ha fiskarens fisk. Fiskaren funderar då om det finns något annat än fisk som skomakarna vill ha, och försöker då byta till sig det för sin fisk. Det fiskaren letar efter är då en väldigt försäljningsbar vara, som är väldigt lätt att sälja på en bytesmarknad. Alltså en vara som de flesta sätter ett värde på, som exempelvis salt. Fiskaren kan då försöka sälja sina fiskar för att få lite salt, och säljer sedan vidare saltet till skomakaren för att få ett par skor. Det banbrytande med det här utbytet var att fiskaren bytte till sig varor, inte för att de värderades för sin egen skull, utan för att de värderades för sin förmåga att bytas till andra varor. Pengar kommer alltså till för att funktionen tros, av dem som använder den, tjäna till att förbättra deras liv. (Detta kan ses i förhållande till de teorier som hävdar att en stor grupp personer gick samman och skapade pengar, eller att kungen förordnade att en viss vara skulle användas som valuta.)
Fördelen för människor i en penningekonomi framför en bytesekonomi är att det blir lättare för varje person att hushålla med sina resurser, att problemet med motsatta preferenser försvinner och att det blir enklare att kunna veta var man kan tjäna mest pengar. Pengar är grunden i varje avancerad civilisation och en nödvändighet för alla marknadsekonomier; utan pengar skulle människor inte kunna specialisera sina kunskaper och färdigheter i den grad som en penningekonomi tillåter.
Genom historien har många varor uppkommit i marknaden som valutor, som salt, hud, tobak, boskap, cigaretter (i krigsläger), fiskkrokar, brons, silver och guld. Varje gång det har funnits flera valutor som används i ett samhälle har det funnits en tendens att folket endast börjar använda en, eller två, valutor. Detta sker för att fördelarna som finns i en penningekonomi, gentemot en bytesekonomi, blir allt större ju färre valutor som används. Ett system med flera valutor kan kännetecknas som en partiell penningekonomi, där det fortfarande finns hinder med att räkna ut varors värde. Den vara som i slutänden väljs av marknaden som pengar brukar uppvisa vissa egenskaper som hållbarhet, stort värde per vikt, delbarhet och att värdet inte minskar när man delar det. I Europa visade det sig att guld och silver var de mest framgångsrika pengarna.

## Penningvärde
I en marknadsekonomi har varor ett monetärt värde, d.v.s. de har ett pris som uttrycks i pengar. En varas/tjänsts pris är hur många enheter av en annan vara/tjänst som utbytes för den första varan. I till exempel Sverige är det kronor som fungerar som pengar. Således har alla varor och tjänster i Sverige ett pris i kronor. Det är så dock att även pengar har ett marknadsvärde, ett pris, och det är, som för alla varor, hur många varor/tjänster som krävs för att kunna köpa en krona. Skulle exempelvis en frys kosta 4000 kronor, en glass 20 kronor och ett tuggummi 50 öre, kan priset på pengar uttryckas i dessa varor; en kronas pris är antingen en fyratusendels frys, en tjugondels glass eller två tuggummin. Priset på pengar uttrycks är alltså inversen till vad priset på en vara är och ju fler varor i ekonomin det finns, desto fler olika sorters pris kan pengar ha. 
Liksom priset på en vara sätts av dess utbud och efterfrågan, sätts också priset på pengar. Utbudet av pengar i en ekonomi är helt enkelt den totala mängden pengar som finns; används guld som valuta är den totala vikten guld den totala penningmängden och i Sverige är det den totala mängden kronor som är penningmängden. Efterfrågan på pengar är hur högt människor värderar pengar, som kan delas in i två grupper: efterfrågan för att hålla pengar och efterfrågan för att inhämta pengar. Efterfrågan för att hålla pengar är att vilja ha pengar i plånboken eller liggande hemma, som man kan ha för att köpa något eller för att man helt enkelt inte vet vad man ska göra med det. Efterfrågan att införskaffa pengar är att vilja ha pengar genom att sälja sina tjänster eller varor. Likt allt annat lyder pengar under lagen om marginalnytta och lagen om efterfrågan, vilket ger att efterfrågan på pengar är relativt hög när priset på pengar är lågt, och att efterfrågan är relativt låg när priset på pengar är högt. Således kommer man inte att vilja köpa lika många kronor när kronans värde är högt (som när en ny Volvo kostar 30 000 kronor), men man kommer att vilja köpa relativt fler kronor när dess värde är lågt (som när en ny Volvo kostar 300 000 kronor). 
En förändring i utbudet eller i efterfrågan av pengar kan leda till att penningvärdet förändras. En minskning och ökning i mängden pengar kallades förr deflation och inflation, men numera har dessa termer kommit att beteckna värdeökningen respektive värdeminskningen för priset på pengar. För att skilja på dessa kan en utbudsökning/-sänkning av penningmängden kallas för penninginflation/-deflation och en värdeminskning/-ökning för pengar kan kallas prisdeflation/-inflation. Dock betecknas här i texten inflation och deflation förändringen i prisvärdet; förändringarna i utbudet nämns med sina prefix.

### Deflation
Skulle utbudet på pengar minska, efterfrågan stiga eller en kombination av båda inträffa, resulterar detta i att penningvärdet stiger, alltså deflation. Skulle förändringen i penningvärdet vara stor tar detta sig uttryck i vardagen i att priset på de flesta varor och tjänster sjunker. Historiskt sett har deflation varit ett ytterst sällsynt fenomen under 1900-talet, men var ett mer vanligt förekommande fenomen under 1800-talet.

### Inflation
Skulle utbudet på pengar öka, efterfrågan minska eller en kombination av båda inträffa, resulterar detta i att penningvärdet sjunker, alltså inflation. Skulle förändringen i penningvärdet vara stor tar detta sig uttryck i vardagen i att priset på de flesta varor och tjänster stiger. I motsats till deflation, har inflation varit det vanligaste fenomenet under 1900-talet, och någorlunda vanligt under 1800-talet.

### Mätning av penningvärdet: prisnivån
Det vanligaste sättet att mäta förändringar i penningvärdet sker genom att mäta den så kallade prisnivån i en given ekonomi. Prisnivån är inversen av penningvärdet, så att priset på alla varor räknas med i det här måttet. Ett vanligt förekommande mått som används är konsumentprisindexet (KPI).

## Penningmängd
Penningmängden är den totala mängden pengar som finns inom en given ekonomi. Som ett analytiskt redskap går det att föreställa sig förändringar i penningmängden, dock uppstår ett problem när det gäller att ta reda på vad penningmängden är i den aktuella ekonomin. Problemet som uppstår där är att ekonomer har olika åsikter vad som representerar penningmängden. (Alan Greenspan, USA:s centralbanks f.d. chef, gick t.o.m. så långt att han sade sig inte veta vad pengar var längre.) Således blir varje analys av förändringar i "penningmängden" annorlunda när definitionen av vad som ingår i penningmängden förändras. Vanliga mått på penningmängden är M1 och M3.

### Den optimala penningmängden
Enligt kvantitetsteorin bestäms prisnivån (penningvärdet) av penningmängden. Med detta menas inte att enbart penningmängden bestämmer penningvärdet, men väl att det är den avgörande faktorn. Teorin användes inledningsvis för att söka motbevisa den merkantilistiska tesen att en ekonomi inte kan växa om inte penningmängden ökar. I ett känt exempel kritiserade David Hume den tanken genom att ställa frågan: vad skulle hända om, när folk vaknade på morgonen, allas innehav av pengar helt plötsligt hade dubblats? Hume och efterkommande liberala ekonomer menade att priserna självfallet skulle stiga om detta hände. Om alla fann sina besparingar halverade skulle priserna av samma anledning sjunka. De ekonomer som likt Hume är av uppfattningen att priserna anpassar sig fullständigt, och tämligen snabbt, efter mängden pengar drar slutsatsen att mängden pengar är nästintill ovidkommande. Pengarna "räcker" för att alla affärer skall kunna göras, för att hålla igång konsumtionen och därmed förhindra arbetslöshet, oavsett om mängden pengar är X eller 1/2 X. Men eftersom både löner och priser är trögrörliga (löner är i synnerhet trögrörliga nedåt, på grund av lagstiftning och av politiska skäl) finns dock även starka skäl för att penningmängden visst spelar roll. Med andra ord finns starka skäl för att konsumtionen minskar och arbetslösheten ökar om penningmängden skulle minska (eller att ökningstakten skulle avta).

### Penningdeflation
Ett mer sällsynt fenomen än deflation är penningdeflation, när penningmängden sjunker. Vanligtvis brukar detta inträffa efter att banker, eller centralbanker, har skapat fler krav på pengar, än vad det finns standardpengar. Efter denna ökning får ibland bankerna krav på sig att lämna tillbaka standardpengar, vilka de inte alltid har, och då måste de dra in de lån de har givit ut och därigenom minska penningmängden.

### Penninginflation
Mängden pengar i ekonomin ökar på två sätt:
- Genom att centralbanken trycker sedlar och präglar mynt (eller beställer detta). Detta ökar mängden kontanter.

- Genom att affärsbankerna beviljar krediter (lån) genom det fraktionella systemet (fractional-reserve banking).

Det fraktionella banksystemet leder till att det bara är en bråkdel av den totala penningmängden som består av kontanter. 2006 var 7,07 % av SEK kontanter.